# Турраний Децентий Бенигн
Турраний Децентий Бенигн (лат. Turranius Decentius Benignus) — западноримский государственный деятель конца IV века — начала V века.
О происхождении Бенигна нет никаких сведений. До 399 года он находился на каком-то посту в провинции Сардиния, возможно, управлял ей в качестве презида. В 399—400 годах Бенигн занимал должность викария города Рима. В его обязанности входило управление диоцезом Пригородная Италия (лат. Italia Suburbicaria). Также он имел почетный титул комит первого ранга. Кроме того, Бенигн был патроном Беневента. Упоминается в письме Квинта Аврелия Симмаха.